# Municipio de Ixpantepec Nieves
El municipio de Ixpantepec Nieves es uno de los 570 municipios que conforman al estado mexicano de Oaxaca. Pertenece al distrito de Silacayoapam, dentro de la región mixteca. Su cabecera es la localidad homónima.

## Geografía
El territorio del municipio de Ixpantepec Nieves se encuentra en el noroeste de Oaxaca, siendo parte integrante de la región Mixteca y del distrito de Silacayoapam. Tiene una extensión territorial de 72.765 kilómetros cuadrados que equivalen al 0.08% del territorio oaxaqueño.
Sus coordenadas geográficas extremas son 17° 27' - 17° 34' de latitud norte y 97° 57' - 98° 05' de longitud oeste. Su altitud fluctúa entre un mínimo de 1 300 y un máximo de 2 300 metros sobre el nivel del mar.
Limita al noroeste con el municipio de Silacayoápam, al norte con el municipio de San Agustín Atenango, al este con el municipio de Tezoatlán de Segura y Luna, al sureste con el municipio de Santos Reyes Tepejillo, al sur con el municipio de San Miguel Tlacotepec y al suroeste con el municipio de San Sebastián Tecomaxtlahuaca y con el municipio de Santiago del Río.

## Demografía
De acuerdo al último censo, realizado por el INEGI en 2010, en el municipio habitan 1182 personas. La densidad de población es de 12 individuos por kilómetro cuadrado.

## Política

### Representación legislativa
Para la elección de diputados locales al Congreso de Oaxaca y de diputados federales a la Cámara de Diputados federal, el municipio de Ixpantepec Nieves se encuentra integrado en los siguientes distritos electorales:
Local:
- Distrito electoral local de 8 de Oaxaca con cabecera en Heroica Ciudad de Tlaxiaco.[5]

Federal:
- Distrito electoral federal 6 de Oaxaca con cabecera en Heroica Ciudad de Tlaxiaco.[6]